# Pastificio Fioravanti
Il "Pastificio Fioravanti S.p.A.", noto semplicemente anche come "Fioravanti", è stato un'azienda alimentare italiana specializzata nella produzione di tortellini e ravioli secchi a lunga conservazione.

## Storia

### Anni cinquanta: origini
La storia del Pastificio Fioravanti iniziò nel 1949, allorché Mario Fioravanti decise di produrre, artigianalmente ma su larga scala, gnocchi freschi da distribuire giornalmente presso i negozi liguri e le attività di ristorazione. 
Il prodotto riscuoteva successo, ma il sistema di distribuzione non permetteva di preservare la catena del freddo necessaria; l'Italia non aveva infrastrutture viarie adatte a percorrenze lunghe in tempi accettabili, ed i camion frigorifero non si erano ancora diffusi, mentre i vecchi carri ghiacciaia erano poco efficienti. 
Per questo motivo, Mario e i fratelli Guido e Corrado svilupparono una strategia diversa; avrebbero fondato diverse ditte con il medesimo nome e produzioni diversificate, che includevano, oltre alla pasta fresca, anche alimenti che avevano un mercato nella zona di competenza. La Ditta Guido Fioravanti di Milano, ad esempio, era specializzata anche in fette biscottate, grissini, prodotti dietatici e marchi propri e separati dalla "Mario Fioravanti".
In questo modo, era possibile gestire un'ampia porzione del territorio di vendita, controllando da vicino i diversi piccoli laboratori che, a causa delle difficoltà distributive del prodotto fresco, era ancora necessario utilizzare per processare la materia prima e sfornare la pasta. Così facendo, piccole officine, acquisite o create ex novo, lavoravano sull'intero territorio nazionale, in modo da limitare le distanze da coprire dal luogo di lavorazione ai clienti finali. Si trattava di piccoli negozi a Firenze, Roma, Napoli, Bari, Palermo e Catania.

### Anni sessanta: sviluppo ed espansione
Nel 1962 l’azienda, che nel frattempo aveva affiancato alla produzione di gnocchi anche quella di altri tipi di pasta fresca, quali tortellini e ravioli, era avanzata nella ricerca e nello sviluppo. Al pari delle altre aziende alimentari, era riuscita a sviluppare (e brevettare, con un contenzioso che si protrasse, per alcuni brevetti, per anni con la Pagani Industrie Alimentari), una serie di processi per la produzione di tortellini essiccati e conservabili a lungo; questo permise una produzione più accentrata in fabbriche maggiori, ed il passaggio delle realtà minori a poche sedi di una grande impresa.
In questo modo, fra gli anni sessanta e gli anni settanta, vennero costruite nuove fabbriche, chiudendo i piccoli laboratori. Nel 1967 a Firenze (in via Sacco e Vanzetti, 5), e a Frosinone (in Via Armando Vona, 56), furono eretti nuovi edifici. Nel 1972 Fioravanti acquisì dalla famiglia Bertagni l'omonimo marchio di pasta e lo stabilimento in San Lazzaro di Savena, esistente dal 1882.
In un ulteriore stabilimento, presso Arcugnano(in via Sant'Agostino 12), veniva prodotta pasta anche a marchio Bertagni.

### Anni novanta: crisi e chiusure
Negli anni novanta, complice la presenza di numerosi concorrenti, l'azienda andò incontro ad una crisi, con riduzione di personale, fino alla progressiva cessazione di molti stabilimenti fra il 1995 e il 1996.

### Sviluppi successivi e vendita
Con la chiusura dell'attività, il marchio Fioravanti e i marchi sussidiari, assieme agli stabilimenti di Frosinone e di Firenze, ancora appartenenti alla Fioravanti, furono rilevati nel 2008 da "Nuovo Pastificio Italiano". 
L'azienda dal 2018 spostò l'attività nello stabilimento di Borghetto di Avio, già sede di Paf e Malgara Chiari e Forti, che era stato chiuso nel 2016.
Nel 2021, la proprietà decise di ritirare il nome Fioravanti e gli altri marchi collegati.
Mentre la produzione continua a Frosinone, la fabbrica di Firenze fu dismessa e ceduta. Il marchio "Bertagni" venne riacquisito e riutilizzato dalla "Bertagni1882" per produrre pasta nello stabilimento di Arcugnano.

## Marchio
Il marchio, dismesso nel 2021, era caratterizzato dalla scritta "Fioravanti" in stampatello, con caratteri di colore bianco all'interno di un rettangolo di colore rosso. In secondo piano, sullo sfondo, centrato, un rombo giallo con contorno rosso. Dal 2008 era stata aggiunta la dicitura "dal 1949".